# Casa Moreland-Hoffstot
La Casa Moreland-Hoffstot es un edificio en la ciudad de Pittsburgh, en el estado de Pensilvania (Estados Unidos). Fue construido en 1914 e incluido en el Registro Nacional de Lugares Históricos en 1978.

## Descripción
La planta y la decoración de la fachada son simétricas. El plano está inspirado en el Gran Trianón de Versalles. La fachada está muy ornamentada e "ilustra la pasión eduardiana por la terracota ornamental". Las estatuas del patio y los encajonamientos de las ventanas de hierro completan la ornamentación. 
La casa tiene dos pisos de altura con una sección central empotrada de tres tramos y alas proyectadas de un tramo en cada extremo.  El primer piso contiene ventanas de arco de todo el piso separadas por pilastras, que sostienen una cornisa saliente. El segundo piso está marcado por ventanas de arco plano y columnas moldeadas.